# NGC 7600
NGC 7600 ist eine elliptische Galaxie vom Hubble-Typ E/S0 im Sternbild Wassermann auf der Ekliptik. Sie ist schätzungsweise 160 Millionen Lichtjahre von der Milchstraße entfernt und hat einen Durchmesser von etwa 115.000 Lichtjahren.
Im selben Himmelsareal befindet sich u. a. die Galaxie NGC 7596 und NGC 7606.
Das Objekt wurde am 10. September 1785 vom deutsch-britischen Astronomen Wilhelm Herschel entdeckt.